# Riap
Riap nebo Repo-Eceri (abchazsky Риаԥ, gruzínsky a megrelsky რეფო-ეწერი – Repo-Eceri) je vesnice v Abcházii v okrese Gali. Leží přibližně 7 km západně od okresního města Gali. Na západě sousedí také s Primorskem, na severozápadě a severu s Ačgvarou a s Šašalatem v okrese Očamčyra, které odděluje řeka Chob, na východě s Šašikvarou, na jihovýchodě se Sidou a na jihu s Horním a Dolním Bargjapem.
Oficiálním názvem obce je Vesnický okrsek Riap (rusky Ряпская сельская администрация, abchazsky Риаԥ ақыҭа ахадара). Za časů Sovětského svazu se okrsek jmenoval Repo-Ecerský selsovět (Репо-Эцерский сельсовет).

## Části obce
Součástí Riapu jsou následující části:
- Riap (Риаԥ)
- Tchinaškar (Ҭхинашькар) – gruz. Tchinaškari (თხინაშკარი)
- Chumeni-Natopuri / Šchartup / Achuštaara (Хумени-Наҭоҧури / Шьхарҭуԥ / Ахуштаара) – gruz. ხუმენი-ნათოფური
- Chumuškur / Ryšcha (Хумушькәыр / Рышха) – gruz. Chumuškuri (ხუმუშკური)

## Historie
Riap resp. Repo-Eceri byl v minulosti součástí gruzínského historického regionu Samegrelo, od 17. století Samurzakanu. Po vzniku Sovětského svazu byla vesnice součástí Abchazské ASSR a spadala pod okres Gali. Téměř celá populace byla gruzínské národnosti.
Během války v Abcházii v letech 1992–1993 byla obec ovládána gruzínskými vládními jednotkami. Na konci této války zdejší obyvatelé uprchli z Abcházie. Polovina se po skončení bojů vrátila a ocitla se pod vládou separatistické Abcházie. Došlo k přejmenování obce z gruzínského Repo-Eceri na Riap.
Dle Moskevských dohod z roku 1994 o klidu zbraní а o rozdělení bojujících stran byl Riap začleněn do nárazníkové zóny, kde se o bezpečnost staraly mírové vojenské jednotky SNS v rámci mise UNOMIG. Mírové sbory Abcházii opustily poté, kdy byla v roce 2008 Ruskem uznána nezávislost Abcházie.

## Obyvatelstvo
Dle nejnovějšího sčítání lidu z roku 2011 je počet obyvatel této obce 971 a jejich složení následovné:
- 956 Gruzínů (98,5 %)
- 9 Abchazů (0,9 %)
- 6 Megrelů (0,6 %)

Před válkou v Abcházii žilo v obci 684 obyvatel, v celém Repo-Ecerského selsovětu 1870 obyvatel.